# تازمالت
تازمالت (به عربی: تازمالت) یک شهرداری در الجزایر است که در استان بجایه واقع شده‌است. تازمالت ۳۳٫۶۴ کیلومتر مربع مساحت و ۲۸٬۸۹۱ نفر جمعیت دارد.